# Nordwalde
Nordwalde est une commune de Rhénanie-du-Nord-Westphalie (Allemagne), située dans l'arrondissement de Steinfurt, dans le district de Münster, dans le Landschaftsverband de Westphalie-Lippe (de).
La commune est jumelée avec la commune française d'Amilly (Loiret)